# Gerd Häfner
Gerd Häfner (* 16. Februar 1960 in Osterburken) ist ein deutscher römisch-katholischer Theologe.

## Leben
Häfner studierte römisch-katholische Theologie an der Albert-Ludwigs-Universität Freiburg. Er promovierte dort 1993 und habilitierte sich als Assistent von Lorenz Oberlinner 1998. Seit 2002 ist Häfner Professor für Biblische Einleitungswissenschaft an der Katholischen-Theologischen Fakultät der Ludwig-Maximilians-Universität München.
Er ist Mitglied der Schriftleitung der Münchener Theologischen Zeitschrift (MThZ).

## Werke (Auswahl)
- Der verheißene Vorläufer. Redaktionskritische Untersuchung zur Darstellung Johannes des Täufers im Matthäus-Evangelium, SBB 27, Stuttgart 1994
- »Nützlich zur Belehrung« (2 Tim 3,16). Die Rolle der Schrift in den Pastoralbriefen im Rahmen der Paulusrezeption, HBS 25, Freiburg 2000
- Historiographie und fiktionales Erzählen. Zur Konstruktivität in Geschichtstheorie und Exegese (gemeinschaftlich mit Knut Backhaus), BThSt 86, Neukirchen-Vluyn 2007 (2. Aufl., 2009)
- Wie heute vom Tod Jesu sprechen? Neutestamentliche, systematisch-theologische und liturgiewissenschaftliche Perspektiven, Tagungsberichte der Katholischen Akademie der Erzdiözese Freiburg (gemeinschaftlich mit Hansjörg Schmid), Freiburg 2002